# Канавинский мост
Кана́винский мост — первый из постоянных мостов через реку Ока в Нижнем Новгороде. Является «преемником» Плашкоутного (наплавного) моста. Первоначальное название — мост имени Н. И. Пахомова, потом назывался Окским. Соединяет верхнюю (нагорную) часть города с нижней (заречной).

## Технические характеристики
Длина моста 795,5 метров, ширина — 23,6 метра. Русло перекрыто шестью арочными металлическими пролётными строениями расчётным пролётом 121,0 м. Одна из опор находится в северной части острова Гребнёвские пески, отделяющего Гребнёвский канал  от основного русла Оки. На южной части острова находится опора метромоста.
До 2009 года на мосту было трамвайное движение. В 2010 трамвайные пути были демонтированы. В данный момент движение трамваев, маршруты которых пролегали через мост, перенесено на Молитовский мост. По мосту возможно пешеходное движение.

## Транспорт
- Автобус: А-3, А-18, А-19, А-26, А-41, А-43, А-52, А-61, А-71, А-90, А-92, А-95.
- Маршрутное такси; т-24, т-37, т-40, т-45, т-57, т-70, т-74, т-87, т-90, т-91, т-94

Изначально по мосту проходили трамваи:
- № 1 «Чёрный пруд — Московский вокзал» (до 17.04.2009 г)
- № 9 «Московский вокзал — ул. Маслякова» (до 10.05.2005 г.)
- № 24 «Московский вокзал — Московский вокзал» (до 10.05.2005 г.)
- № 27 «Трамвайное депо № 1 — Московский вокзал» (до 17.04.2009 г.)

Маршруты № 9 и № 24 закрыты в 2005 году, в связи с закрытием линии по Похвалинскому съезду; маршруты № 1 и № 27 после закрытия линии по Канавинскому мосту перенаправлены на Молитовский мост.

## История

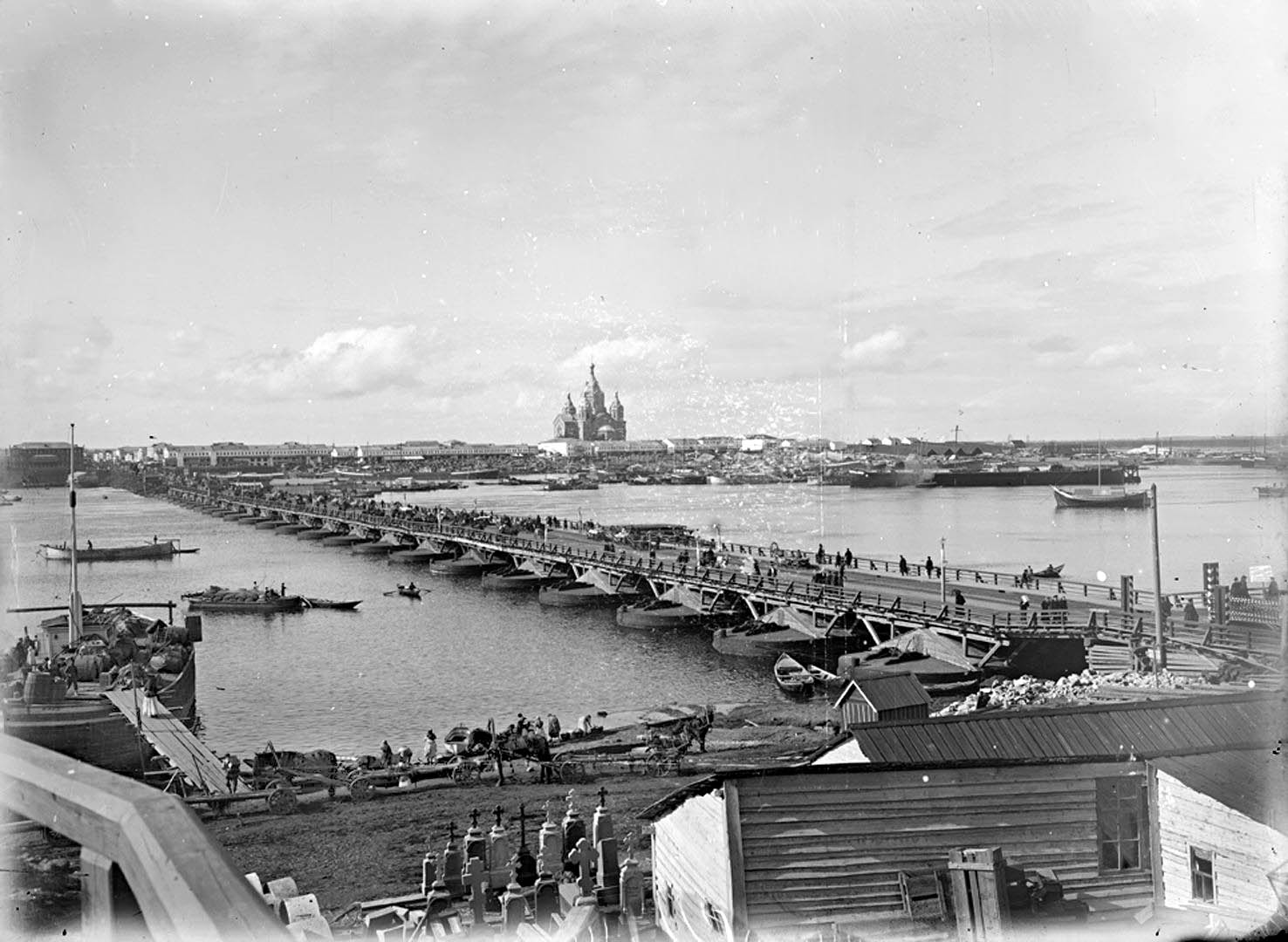
Плашкоутный мост

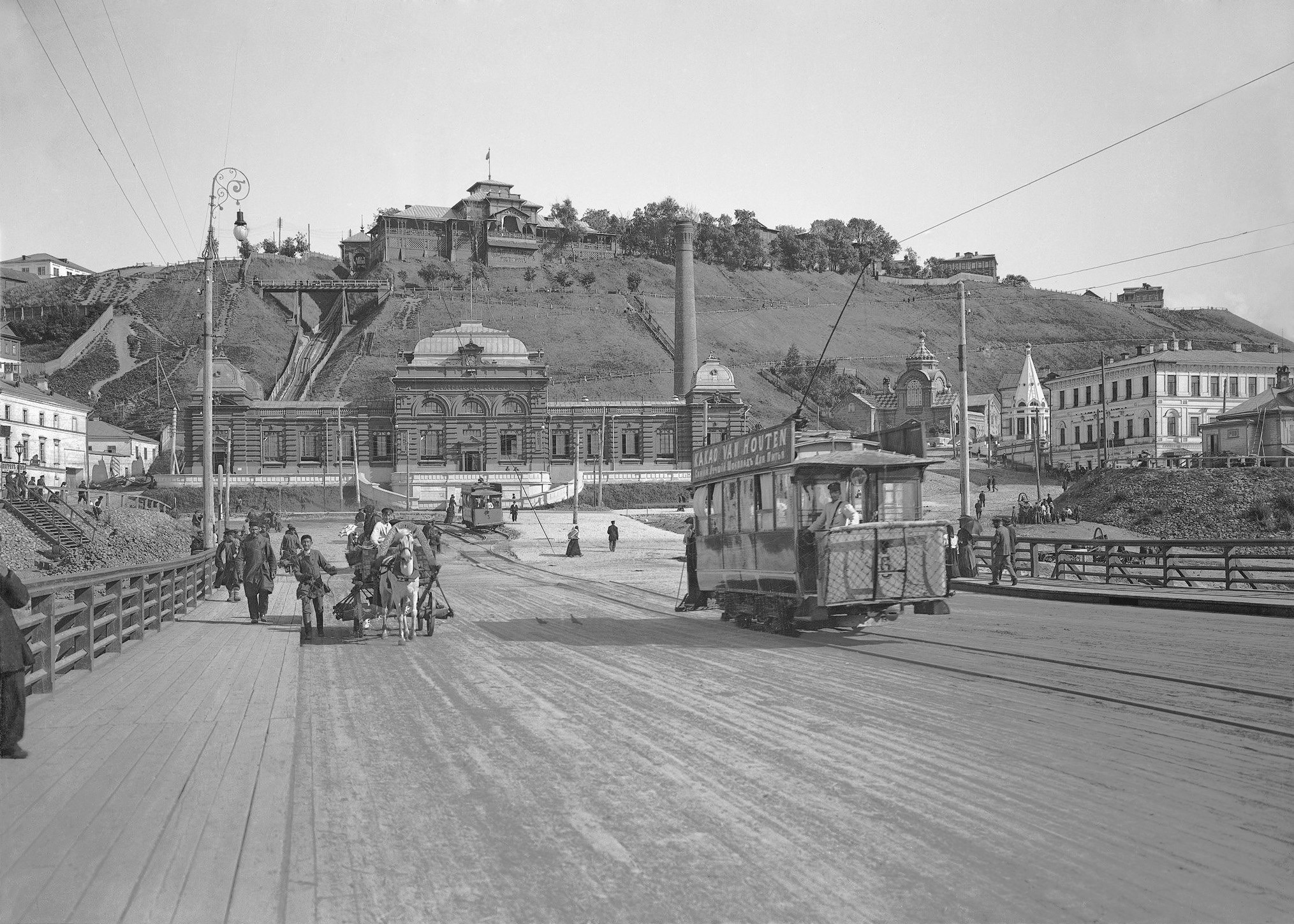
Трамвай на мосту. 1896 год

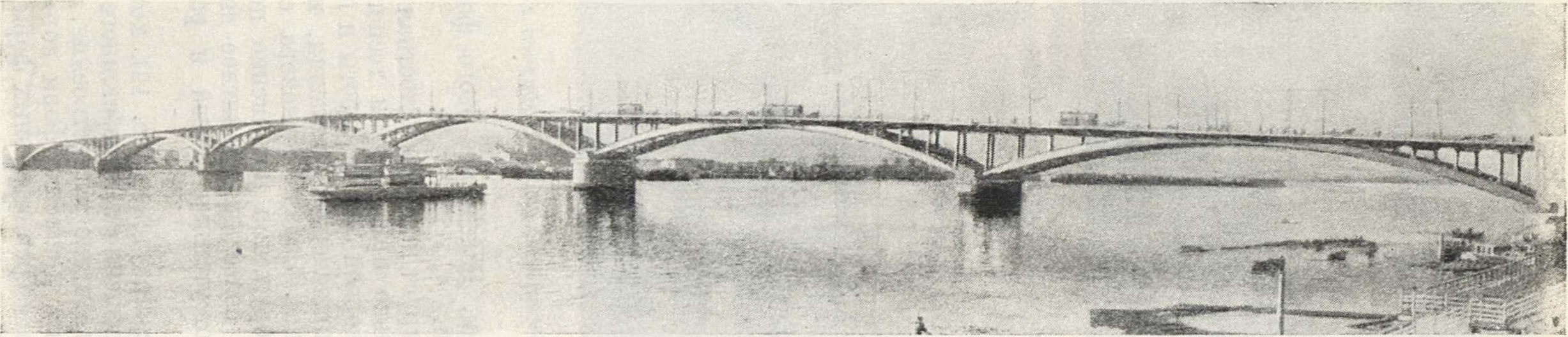
Мост в 1930-х годах

На месте современного моста долгое время располагался Плашкоутный (понтонный) мост с деревянным настилом. Он был построен 10 (22) июля 1817 года из-за переноса ярмарки из Макарьева в Кунавино. Тогда же возросло население и количество приезжих в городе. Работами по сооружению моста руководил Августин Бетанкур, который также построил ярмарочный ансамбль, почти полностью уничтоженный при советской власти. В 1896 году на мосту было запущено трамвайное движение. Проход и проезд по мосту были платными и составляли 2 копейки с пешехода и 25 копеек с порожней конной повозки. По ночам мост разводился для пропуска кораблей и барж. Однако, всё же мост был не очень удобен из-за долгого ожидания ночи для развода, частой смены деревянного настила, сезонности. По окончании сезона мост убирали, а жителям Нижнего Новгорода и Кунавина приходилось переплывать Оку на лодках, паромах и баркасах. Во время частой непогоды движение прекращалось совсем. Поэтому в Городской Думе часто обсуждалось строительство нового постоянного моста. На заседаниях Гордумы часто высказывались Матвей Башкиров и Матвей Дегтярёв, но дальше обсуждений дело не пошло, а в 1917 году произошла революция, которая на долгое время заставила забыть о постоянном мосте.
Острая необходимость в капитальных мостах через Оку и Волгу в Нижнем Новгороде проявилась в период Гражданской войны, когда город стал фактически прифронтовым. В 1930 году, специально с целью строительства мостов в Нижегородском крае и прилегающих бассейнах рек, было создано «Нижегородское отделение Мостотреста». Проект Канавинского моста выполнялся архитекторами П. В. Щусевым, П. В. Помазановым, И. А. Французом и инженером А. В. Крыловым. Работы по подготовке строительства начались одновременно с Борским мостом через Волгу. Непосредственно по каждому мосту была создана временная контора, игравшая роль производителя работ. Первые земляные работы по подготовке транспортных развязок Канавинского моста начались еще с середины 1929 года. Строительство длилось полтора года, работы были закончены в 1933 году, мост был построен почти на месте старого плашкоутного. Автомобильное, гужевое и пешеходное движение по нему было открыто 2 апреля 1933 года.
Президиум Горьковского крайисполкома отметил большой вклад в строительство, внесённый заводом «Красное Сормово» и спортобществом «Динамо», несколько руководителей разных организаций было внесено на доску почёта, архитекторам была объявлена благодарность, начальник Мостотреста С. В. Валенчевский с группой коллег представлен к награждению орденом Трудового Красного Знамени.
Первоначально мосту было присвоено имя председателя нижкрайисполкома Н. И. Пахомова. После ареста и расстрела Пахомова во время сталинских репрессий в 1938 году мост переименовали в Окский. С 1965 года носит название Канавинский.
Во время Великой Отечественной войны мост подвергался бомбардировкам Люфтваффе, однако, остался невредимым, благодаря удачной маскировке. Кроме того, мост защищали зенитные расчёты ПВО, расположенные на месте центрального шатра портового склада (собора Александра Невского) и башнях Кремля.
Канавинский мост оставался единственным капитальным мостом через Оку в районе Горького до 1961 года, когда был построен второй — Сартаковский железнодорожный мост.
В 1968—1972 годах по проекту «Гипротрансмост» проведён первый капитальный ремонт моста.
По результатам обследования, осенью 1995 года, общее техническое состояние моста было признано неудовлетворительным. В период 1995—1996 годах проведена частичная реконструкция моста: устроен сточный треугольник, уложена гидроизоляция, заменены деформационные швы, уложено новое трамвайное полотно. При этом было выполнено только 20 % работ от запланированного объёма, «сэкономили» в том числе и на лакокрасочных и антикоррозионных покрытиях, в результате чего уже через 14 лет конструкции находились в аварийном состоянии.
В 2000 году было проведено обследование конструкций моста, после чего было получено разрешение на продление срока службы моста.
В ноябре 2008 года московский институт «ИМИДИС» провёл полное обследование моста. Исходя из полученных результатов было принято решении о полном закрытии грузового движения в марте 2009 года, а трамвайного — с 18 апреля 2009 года. Ремонт Канавинского моста с ведущими в верхнюю часть Нижнего Новгорода полосами проводился с 26 августа по 6 октября 2016 года; в ходе него было произведено фрезерование асфальтового покрытия крайней левой полосы моста. Таким образом, движение транспорта из Нижней части города в Верхнюю осуществлялось только по двум полосам.

### Реконструкция

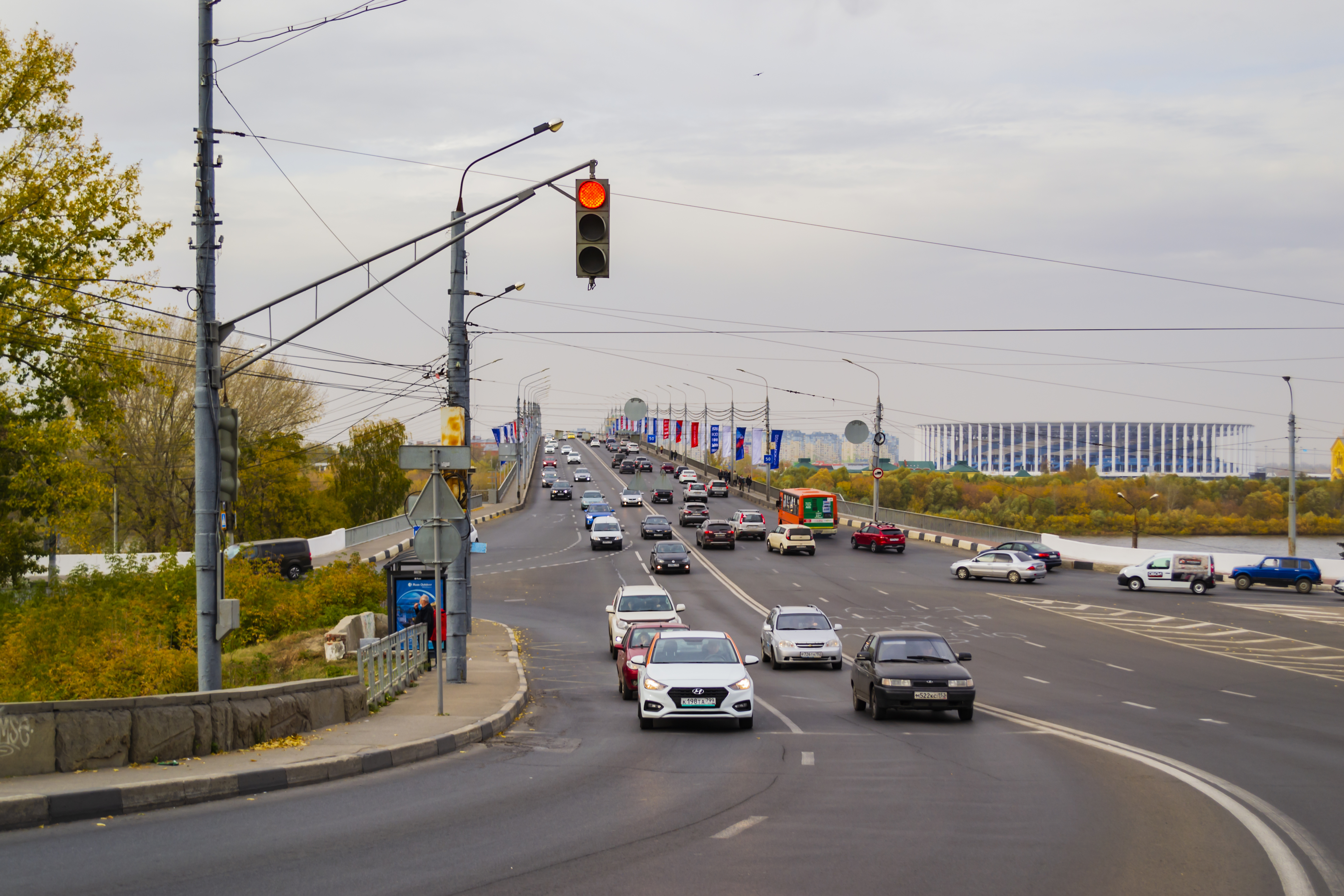
Стадион и Канавинский мост

12 февраля 2010 года в результате конкурса был выбран разработчик проекта по капитальному ремонту моста. На проектные работы было отведено 150—180 календарных дней. Проект должен предусматривать замену железобетонного полотна и асфальтобетонного покрытия, армированного геосетками. Также для соблюдения нормативных показателей планируется расширение моста с 23,6 до 29,6 метров. Ширина проезжей части для автомобилей составит 2×8,5 м, для трамваев — 7,5 м.
В марте 2010 года по результатам экспресс-обследования моста было принято решение о его закрытии с 3 апреля 2010 года. При этом было выявлено, что металлоконструкции, прослужившие свыше 76 лет, сохранились лучше, чем те, которые были установлены в период с первого капитального ремонта моста в 1971 году.
Стоимость работ составила около 3 млрд рублей, основным источником финансирования были федеральные субсидии и кредиты.
3 апреля для движения автотранспорта было оставлено только две полосы, по одной с каждого края. Было запрещено движение автомобилей полной массой более 3,5 тонн, а максимальная скорость ограничена 40 км/ч. Основная часть маршрутов пассажирского транспорта была перенесена на метромост, а несколько маршрутов — на Молитовский мост. 6 апреля, в первый рабочий день после введённых ограничений, в часы пик были зафиксированы большие автомобильные пробки. Не дождавшись нужных автобусов, жители города были вынуждены добираться из одной части города в другую пешком, в том числе через мост. Также был отмечен рост числа пассажиров, перевозимых трамваями с 118 тыс. до 147 тыс. в сутки. В знак протеста против закрытия моста в первые две недели жителями города было проведено несколько пикетов. 12 мая был открыт водный маршрут, обслуживаемый судном на воздушной подушке, от ул. Акимова, 59 до Александровского сада. Но он сразу подвергся критике за высокую стоимость проезда в 60 рублей (автобусы — 14 рублей), интервал движения — 1 час и необустроенные пристани.
17 мая было сообщено, что мэром города и губернатором области принято решение о дополнительном обследовании моста сотрудниками Нижегородского архитектурно-строительного университета. Завершить его планируется в начале августа. Последующие действия будут определяться в том числе и результатом этого обследования.
Реконструкция моста начнётся через 7-10 лет, когда будет построен мост в Подновье. До реконструкции будет проведён ремонт аварийных участков, без полного закрытия движения, продолжительностью 9 месяцев.
26 июля началась установка строительных ограждений центральной части моста. Ремонт планировалось начать с демонтажа трамвайных путей и ремонта опор в центральной части моста.
Движение по шести полосам было вновь открыто 4 ноября 2010 года.

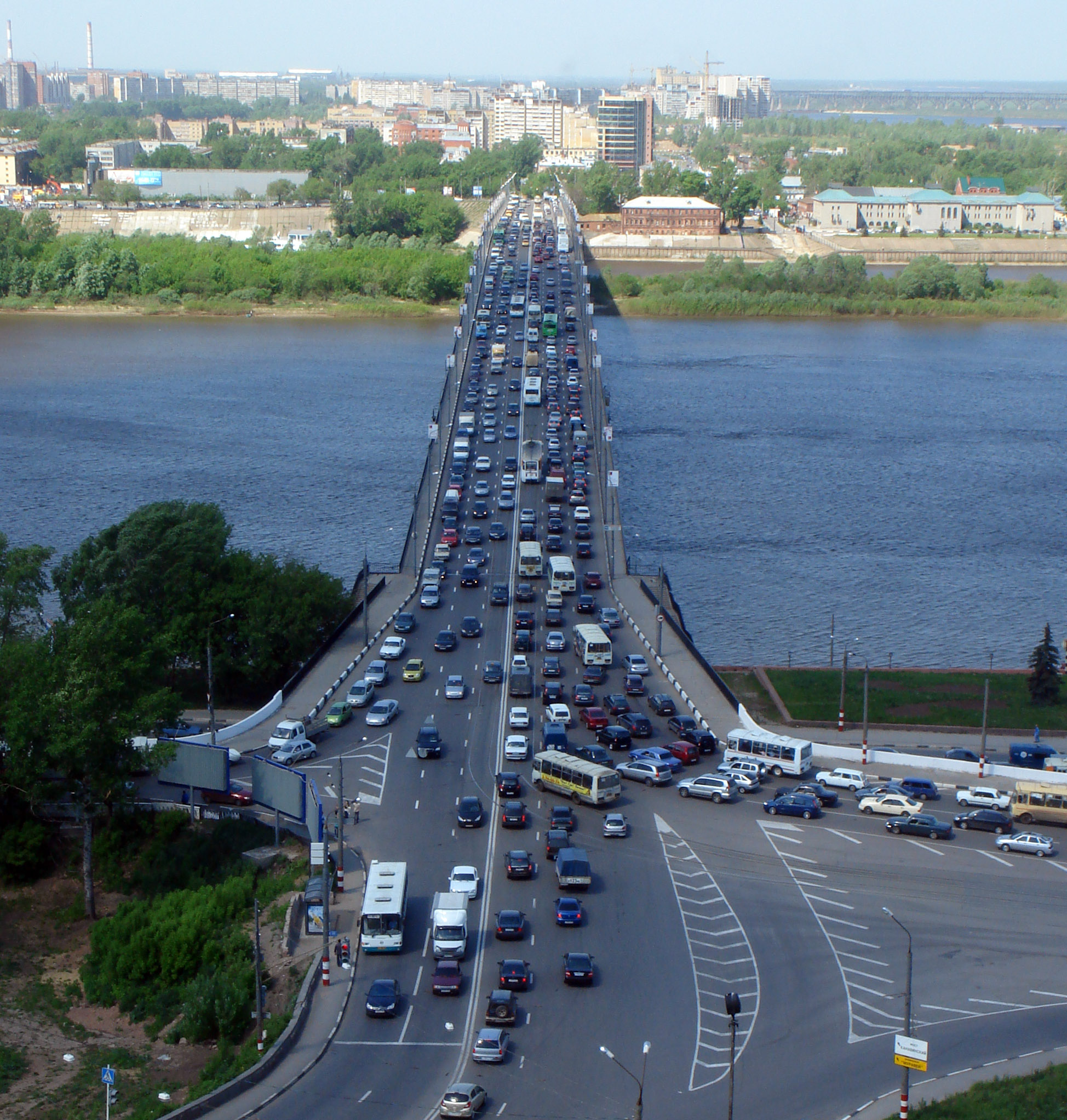
Транспортная развязка перед мостом
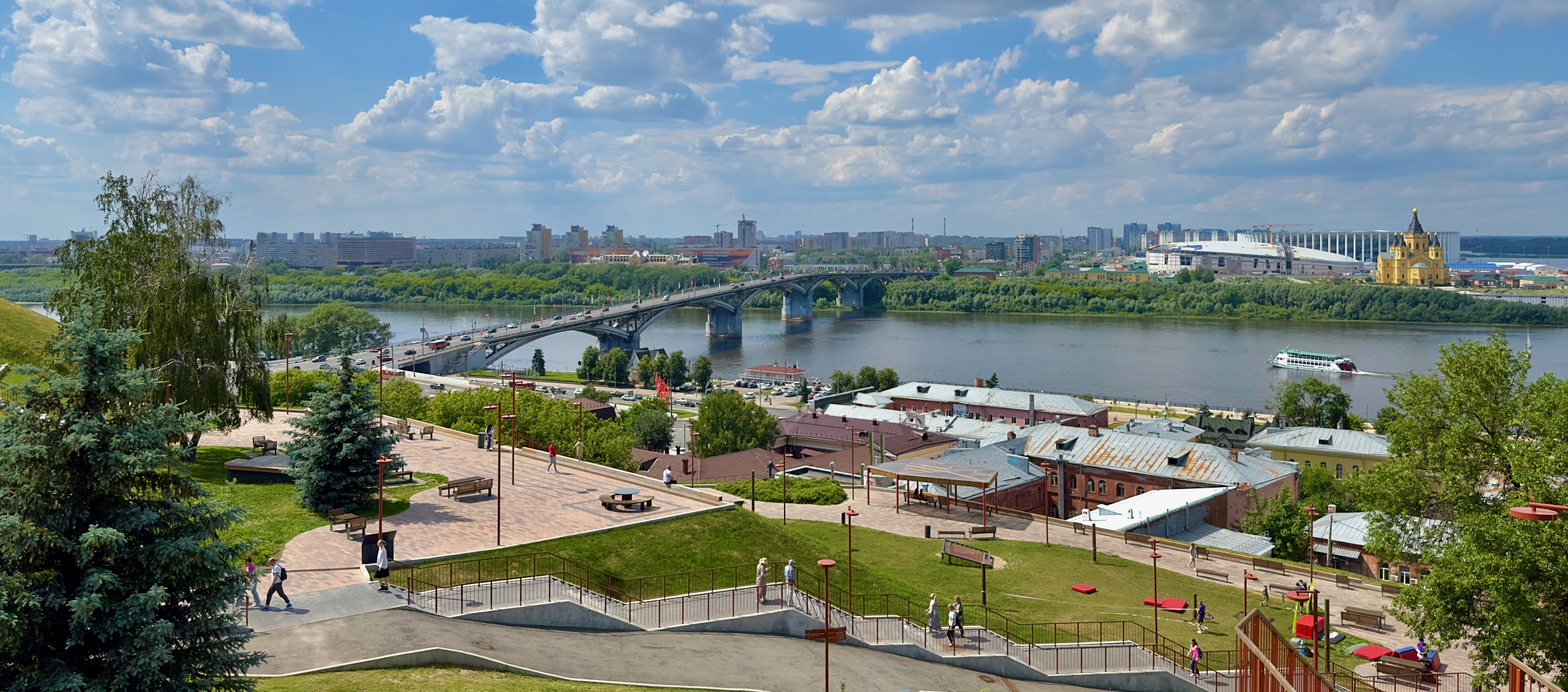
Вид на мост и Стрелку
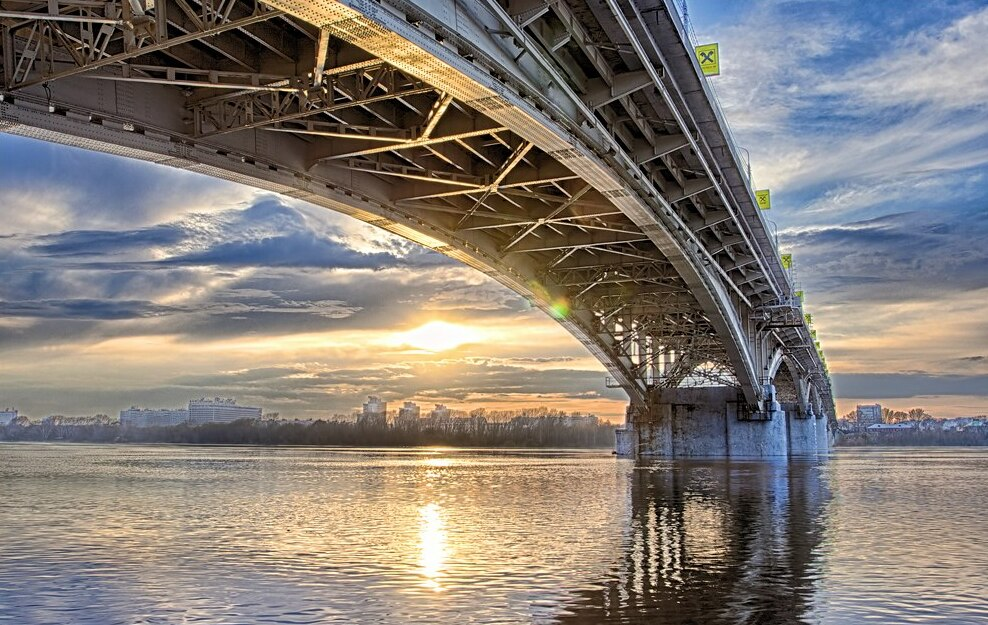
Вид снизу
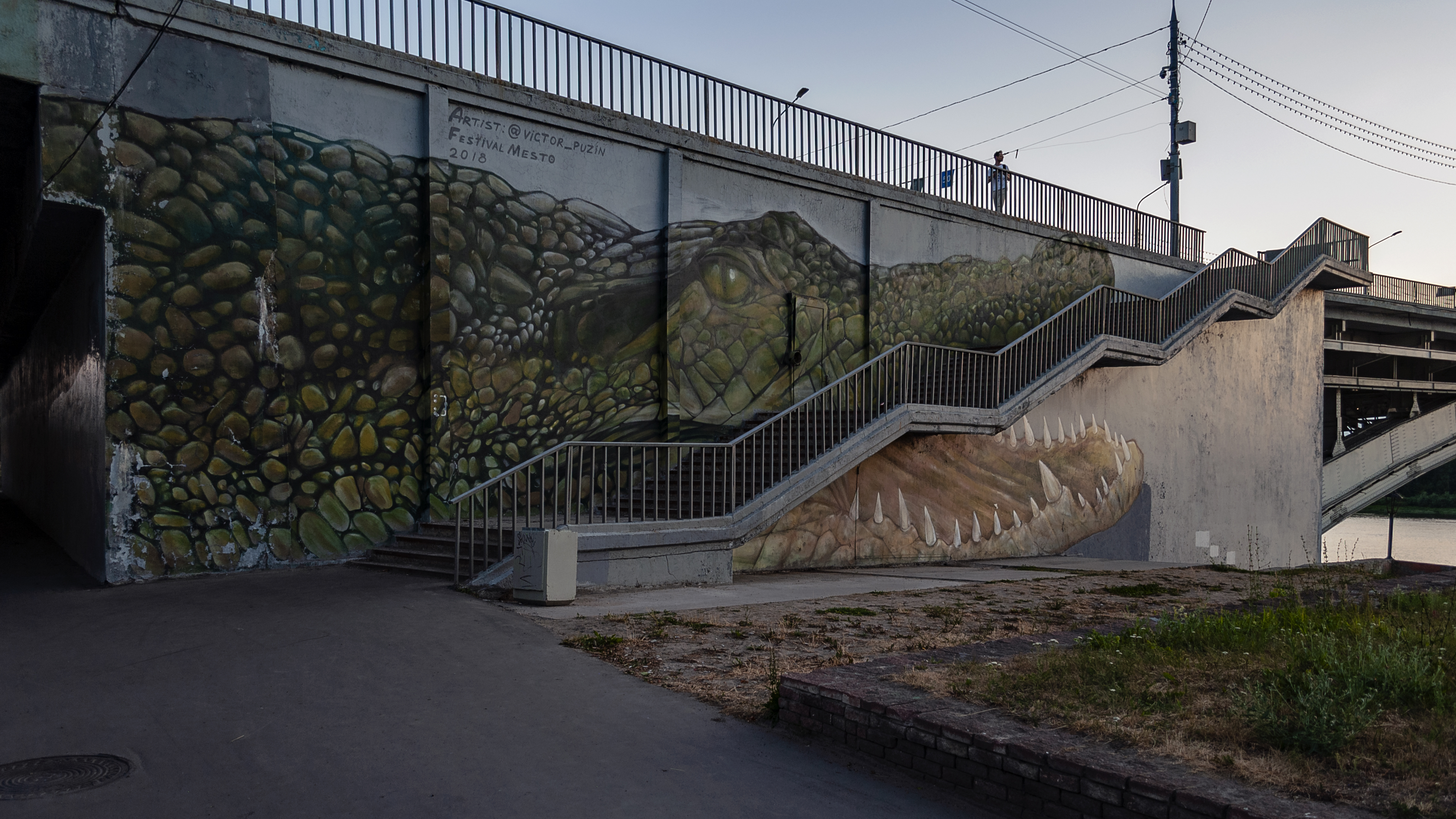
Бывшее граффити «Крокодил» на мосту
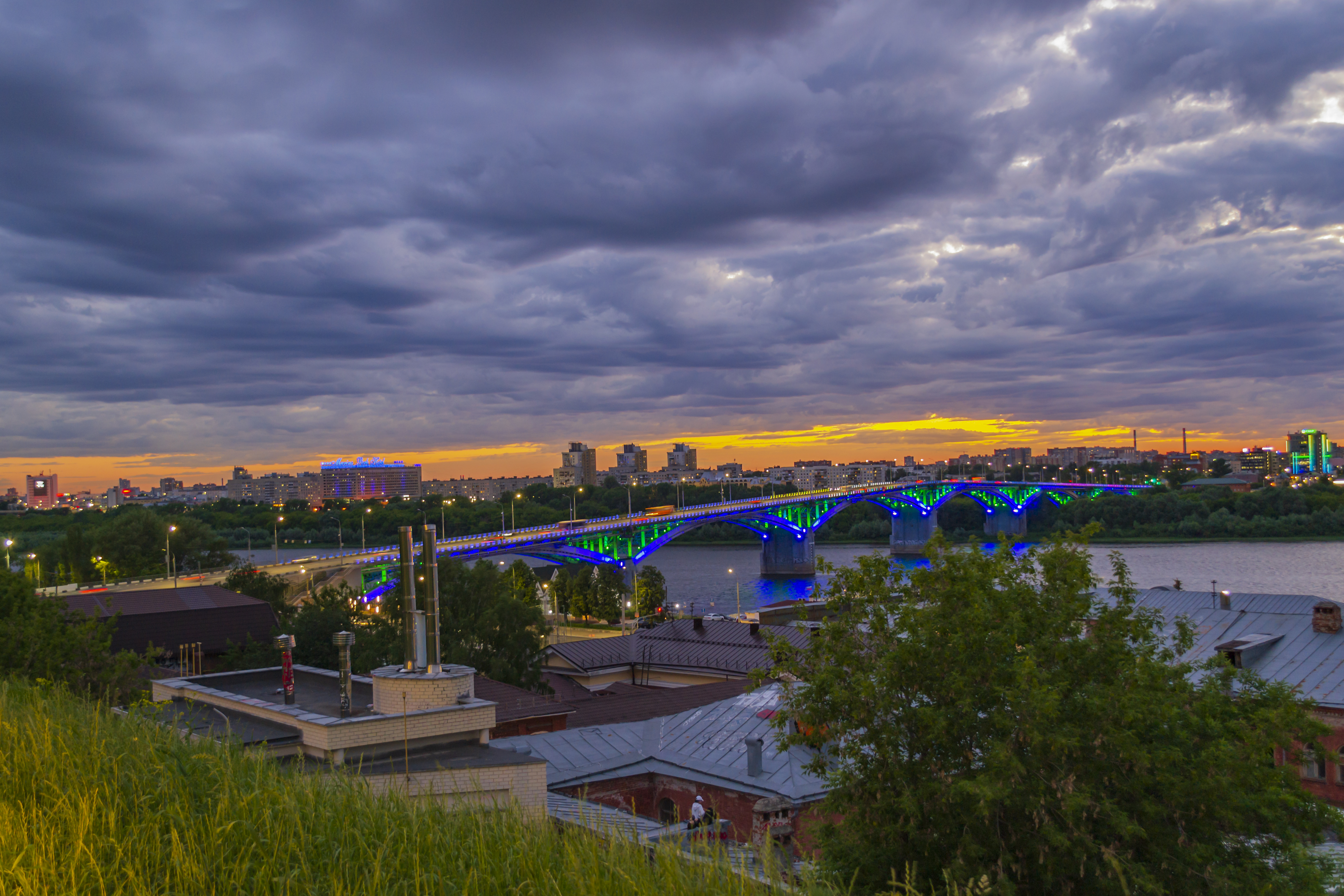
Мост с подсветкой